# Почтальон всегда звонит дважды (фильм, 1981)
«Почтальон всегда звонит дважды» (англ. The Postman Always Rings Twice) — кинофильм режиссёра Боба Рейфелсона. Очередная экранизация известного одноимённого романа Джеймса Кейна (после фильмов «Последний поворот» Пьера Шеналя, «Одержимость» Лукино Висконти) и одноимённого фильма 1946 года (реж. Тэй Гэрнетт).

## Сюжет
Фрэнк Чамберс — бродяга, перебивающийся случайными заработками (хобо). Он останавливается в небольшом ресторане и знакомится там с супругой хозяина ресторана Корой Пападакис. Между привлекательной молодой женщиной и сезонным работником возникает любовная связь.
Коре надоело скрывать отношения с Фрэнком и надоел её муж — эмигрант-грек, который намного старше неё. У любовников возникает план, как убрать мешающего им мужа Коры.

## В ролях
| Актёр            | Роль                    |
| ---------------- | ----------------------- |
| Джек Николсон    | Фрэнк Чамберс           |
| Джессика Лэнг    | Кора Пападакис          |
| Анжелика Хьюстон | Мэдж                    |
| Джон Коликос     | Ник Пападакис           |
| Майкл Лернер     | мистер Катц             |
| Кристофер Ллойд  | торговец (The Salesman) |
| Брайон Джеймс    | игрок в кости           |